# Welcome to the NHK
Welcome to the NHK (NHKにようこそ!?, En Eichi Kei ni yōkoso!, lett. "Benvenuti alla NHK!") è una storia nata come romanzo scritto da Tatsuhiko Takimoto e trasposta successivamente in manga nel 2004 e anime nel 2006. Al centro della storia vi sono un giovane hikikomori e NEET e il rapporto di questo con diversi personaggi, anch'essi disincantati sul loro stato e sul loro futuro.
Il romanzo, del 2002, è in parte autobiografico, dato che lo stesso Takimoto ha vissuto un periodo da hikikomori.
In Italia il manga è stato pubblicato da J-Pop dal 30 ottobre 2008, mentre l'anime è stato trasmesso su Rai 4 dal 22 settembre 2011 al 5 aprile 2012.

## Trama
Tatsuhiro Satō è un giovane che da quattro anni vive praticamente recluso nel suo piccolo appartamento di Tokyo e incarna perfettamente lo stereotipo dell'hikikomori giapponese: ha interrotto qualsiasi legame con il mondo esterno e si mantiene a malapena con i soldi che gli inviano i genitori (per questo è definito anche NEET).
Un giorno, mentre è come al solito nel suo appartamento ad oziare e fantasticare, bussa alla porta un'anziana testimone di Geova accompagnata da una giovane. Questa successivamente si mette in contatto con Satō, affermando di conoscere il modo per curarlo dalla sua malattia. Misaki, questo il suo nome, gli porge quindi un contratto e lo invita a seguire alcune lezioni private di psicoanalisi improvvisata che terrà per lui la sera, al parco di Mita 4-Chome in cui egli suole recarsi.
Sebbene il giovane inizialmente provi diffidenza e tenti in tutti i modi di cancellare l'offerta dalla sua mente, alla fine accetta e ogni sera si reca al parco vicino per ascoltare le lezioni della ragazza.
Misaki appare timida e introversa almeno quanto Satō, ma si rifiuta di fornire al ragazzo informazioni su di sé, soprattutto perché si interessi tanto a lui e come fa a conoscere tutti i particolari della sua vita. I giorni si susseguono e Satō sembra effettivamente sollevarsi dalla sua condizione di hikikomori, almeno finché vecchie conoscenze dal passato non tornano a farsi vive scaricando i loro problemi sul ragazzo e mettendolo nuovamente con le spalle al muro.

## NHK
Però... Nonostante questo... Pur restando un caso estremamente raro, esiste un uomo che si è accorto di un vero e proprio "complotto". Uno che è stato testimone con i propri occhi di ciò che si sta subdolamente attuando in questo stesso istante.
E chi è quell'uomo?
Sono io.»
(Dal romanzo, prologo)
In Giappone la sigla NHK si riferisce alla TV pubblica e omonima società di trasmissione Nippon Hōsō Kyōkai, famosa appunto per aver trasmesso diverse serie animate di successo (come Planetes o Nadia - Il mistero della pietra azzurra). In Welcome to the NHK la sigla diventa però la sigla di Nihon Hikikomori Kyōkai, ovvero "Ente degli Hikikomori Giapponesi": infatti, nel corso di uno smarrimento allucinatorio per via della droga, il protagonista elabora la teoria per cui il business dei cartoni animati, dei fumetti, dei videogiochi e dei gadget (facilmente identificabile con la società NHK, appunto) sia responsabile del fenomeno degli hikikomori, fornendo loro un universo parallelo in cui rifugiarsi, più bello e semplice della vita reale.
In preda al delirio da droghe, Satō crea così nella sua mente anche i fantomatici "agenti" della NHK, incaricati del fallimento di ogni attività ed opera della vittima: il primo tipo di personale è quello dei classici Man in Black, capaci di assumere l'aspetto di qualsivoglia personaggio e ingaggiati per ridurre al silenzio il soggetto facendolo ricapitombolare nell'isolamento; il secondo è quello di ragazze piacenti che, rispondendo ai caratteri del moe indirizzati al classico idealtipo di otaku, traviano la vittima e distruggono ogni sua aspettativa di relazione amorosa col sesso opposto; il terzo, infine, è quello di un esercito di creature mostruose blu e simili a goblin che, tirando i fili della grande cospirazione, sembrerebbero essere a capo dell'intera società.
Invero, ad un certo punto della storia Satō si rende conto che ad ogni individuo corrisponda una propria versione personale della NHK, quale giustificazione deresponsabilizzante per i propri fallimenti e capro espiatorio su cui sfogare le proprie frustrazioni: un vero e proprio destino tragico, con cui nessuno può sfuggire al confronto, all'insegna di un'infantile fuga dalla realtà.
(Dal romanzo, pag. 240)
Per esempio, nel caso della senpai Kashiwa la sigla starebbe per Nihon Hiyowa Kyōkai ("Ente Giapponese delle Persone deboli") e in quello di Misaki starebbe per Nihon Hikan Kyōkai ("Ente Pessimista Giapponese"; il nome non è comunque rilevante, potendo la NHK essere chiamata anche Dio malvagio); inoltre, nel contratto finale che al termine del progetto Misaki proporrà a Satō la sigla starà per Nihon Hitojichi Kōkankai ("Ente Giapponese Scambio Ostaggi"), fungendo esso da realtà altrettanto illusoria ma almeno consolatoria per sopperire ai propri disagi.

## Personaggi

Il primo incontro di Misaki e Tatsuhiro nell'anime

### Principali
Tatsuhiro Satō (佐藤 達広?, Satō Tatsuhiro)
Doppiato da: Yukata Koizumi (ed. giapponese), Alessandro Rigotti (ed. italiana)
Il protagonista. Ha abbandonato l'università il suo primo giorno e da quel momento si è isolato completamente dal mondo. Alla fine si è abituato a credere che il suo stato dipenda da una cospirazione della NHK. Vive con una paghetta che gli passano i suoi genitori. È nato il 28 gennaio 1984 (giorno e mese vengono rivelati esplicitamente e si sa inoltre che il ragazzo ha ventidue anni e gli eventi dell'anime si svolgono nel periodo maggio 2006 - gennaio 2007).
Misaki Nakahara (中原 岬?, Nakahara Misaki)
Doppiata da: Yui Makino (ed. giapponese), Jolanda Granato (ed. italiana)
Una ragazzina misteriosa che afferma di conoscere il modo per curare Tatsuhiro Satō dal suo stato di hikikomori. Non vuole rivelare nulla sulla propria vita privata, anche se appare tanto fragile e sola quanto il protagonista che tenta di salvare.
Kaoru Yamazaki (山崎 薫?, Yamazaki Kaoru)
Doppiato da: Daisuke Sakaguchi (ed. giapponese), Davide Garbolino (ed. italiana)
A scuola Satō lo salvò da un pestaggio e per questo divennero amici col tempo. I due vivono in appartamenti limitrofi e grazie all'aiuto di Kaoru, il protagonista si trova un'occupazione momentanea nel mondo dei videogiochi. Kaoru è un otaku e per questo viene stigmatizzato e tenuto a distanza dagli altri suoi coetanei. Ogni suo tentativo di instaurare rapporti con l'altro sesso fallisce miseramente e questo lo trasforma in una persona piuttosto cinica e disillusa sulla natura umana.

### Secondari
Hitomi Kashiwa (柏 瞳?, Kashiwa Hitomi)
Doppiata da: Sanae Kobayashi (ed. giapponese), Francesca Bielli (ed. italiana)
Una compagna di Satō con cui frequentava il club di letteratura. Introduce il concetto di cospirazione a Satō durante la scuola. I due avrebbero potuto avere una relazione, ma in un modo o nell'altro non sono mai riusciti a costruire qualcosa. Nel romanzo è un personaggio visto di sfuggita e soltanto accennato da Satō nei suoi ricordi; nel manga e nell'anime, invece, Hitomi ricopre un ruolo importante nella storia.
Megumi Kobayashi (小林 恵?, Kobayashi Megumi)
Doppiata da: Risa Hayamizu (ed. giapponese), Jenny De Cesarei (ed. italiana)
La rappresentante di classe durante il liceo. È un personaggio le cui vicende vengono raccontate solo nel manga e nell'anime, non esistendo invece nel romanzo originale.

## Romanzo
(Tatsuhiko Takimoto, postfazione del romanzo.)
Il romanzo, scritto da Tatsuhiko Takimoto, ha l'illustrazione di copertina di Yoshitoshi ABe. È stato pubblicato in Giappone da Kadokawa Shoten per la prima volta il 28 gennaio 2002 (ISBN 4-04-873339-7), mentre l'edizione bunkoban è uscita il 25 giugno 2005 (ISBN 4-04-374702-0).

In Italia il romanzo è stato pubblicato da J-Pop, divisione di Edizioni BD, inaugurando insieme a La malinconia di Haruhi Suzumiya la collana J-Pop Romanzi. È uscito al Lucca Comics & Games il 28 ottobre 2011 e nei normali negozi il 9 novembre 2011 (ISBN 978-88-6123-877-0). La traduzione in italiano è di Daniela Guarino.

## Manga
La serie manga, sceneggiata da Tatsuhiko Takimoto e disegnata da Kendi Oiwa, è stata pubblicata sulla rivista Shōnen Ace dal 24 giugno 2004 al 6 giugno 2007, per un totale di quaranta capitoli pubblicati anche in otto tankōbon.
In Giappone sono state vendute delle edizioni limitate dei volumi 4 e 6. All'edizione limitata del quarto volume era allegata una staction figure erotica di Misaki, a quella del sesto volume un videogioco per PC derivato da quello fittizio presente nella storia e creato da Satō e Yamazaki, True World - Shinjitsu no sekai (True World～真実のセカイ～? "Il mondo vero" in inglese e giapponese), scritto da Tatsuhiko Takimoto, con il character design di Kendi Oiwa e prodotto da Circus. All'ottavo volume è allegato un "diploma" di uscita dallo stato di hikikomori.
In Italia gli otto volumi sono stati pubblicati da J-Pop, divisione di Edizioni BD, dal 30 ottobre 2008 (al Lucca Comics & Games) al 27 settembre 2009. Benché il manga sia uscito in Giappone su una rivista shōnen, in Italia è stato classificato come seinen. Il titolo italiano del manga viene scritto Welcome to the N.H.K. (con i punti fra le tre lettere), come nel anime, cosa che non c'è per il romanzo e il manga.
Il manga presenta notevoli differenze sia dall'anime che dal romanzo, soprattutto per quanto concerne la personalità di Misaki.

### Volumi
| Nº | Titolo italiano Giapponese 「Kanji」 - Rōmaji                       | Data di prima pubblicazione           | Data di prima pubblicazione              |
| Nº | Titolo italiano Giapponese 「Kanji」 - Rōmaji                       | Giapponese                            | Italiano                                 |
| 1  | Welcome to the N.H.K. 001 「NHKにようこそ!(1)」 - NHK ni yōkoso! 1  | 24 giugno 2004 ISBN 4-04-713636-0     | 1º dicembre 2008 ISBN 978-88-6123-363-8  |
| 2  | Welcome to the N.H.K. 002 「NHKにようこそ! (2)」 - NHK ni yōkoso! 2 | 22 novembre 2004 ISBN 4-04-713681-6   | 31 gennaio 2009 ISBN 978-88-6123-382-9   |
| 3  | Welcome to the N.H.K. 003 「NHKにようこそ! (3)」 - NHK ni yōkoso! 3 | 24 maggio 2005 ISBN 4-04-713715-4     | 29 marzo 2009 ISBN 978-88-6123-409-3     |
| 4  | Welcome to the N.H.K. 004 「NHKにようこそ! (4)」 - NHK ni yōkoso! 4 | 24 novembre 2005 ISBN 4-04-713758-8   | 26 aprile 2009 ISBN 978-88-6123-436-9    |
| 5  | Welcome to the N.H.K. 005 「NHKにようこそ! (5)」 - NHK ni yōkoso! 5 | 22 giugno 2006 ISBN 4-04-713828-2     | 21 giugno 2009 ISBN 978-88-6123-467-3    |
| 6  | Welcome to the N.H.K. 006 「NHKにようこそ! (6)」 - NHK ni yōkoso! 6 | 21 novembre 2006 ISBN 4-04-713871-1   | 19 luglio 2009 ISBN 978-88-6123-506-9    |
| 7  | Welcome to the N.H.K. 007 「NHKにようこそ! (7)」 - NHK ni yōkoso! 7 | 24 maggio 2007 ISBN 978-4-04-713924-4 | 23 agosto 2009 ISBN 978-88-6123-524-3    |
| 8  | Welcome to the N.H.K. 008 「NHKにようこそ! (8)」 - NHK ni yōkoso! 8 | 24 luglio 2007 ISBN 978-4-04-713943-5 | 27 settembre 2009 ISBN 978-88-6123-547-2 |

## Anime

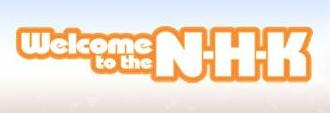
Logo della serie

L'anime, prodotto da Gonzo per la regia di Yūsuke Yamamoto, conta 24 episodi. Il titolo originale dell'anime viene scritto "N・H・Kにようこそ!" (con i punti tra le tre lettere), mentre quello del romanzo e quello del manga vengono scritti "NHKにようこそ!".

### Trasmissione
L'anime è stato trasmesso da diverse TV giapponesi:
| Zona                               | Canale                   | Periodo                      | Giorno e orario | Gruppo televisivo                                       |
| ---------------------------------- | ------------------------ | ---------------------------- | --------------- | ------------------------------------------------------- |
| Prefettura di Chiba                | Chiba TV                 | 9 luglio - 17 dicembre 2006  | Domenica, 24:00 | Associazione nazionale indipendente di trasmissione UHF |
| Prefettura di Saitama              | Teletama                 | 9 luglio - 17 dicembre 2006  | Domenica, 00:30 | Associazione nazionale indipendente di trasmissione UHF |
| Prefettura di Kanagawa             | tvk                      | 10 luglio - 18 dicembre 2006 | Lunedì, 00:15   | Associazione nazionale indipendente di trasmissione UHF |
| Prefettura di Kyoto                | KBS Kyoto                | 10 luglio - 18 dicembre 2006 | Lunedì, 00:30   | Associazione nazionale indipendente di trasmissione UHF |
| Prefettura di Gifu                 | Gifu Broadcasting System | 10 luglio - 18 dicembre 2006 | Lunedì, 00:15   | Associazione nazionale indipendente di trasmissione UHF |
| Prefettura di Wakayama             | TV Wakayama              | 10 luglio - 18 dicembre 2006 | Lunedì, 00:25   | Associazione nazionale indipendente di trasmissione UHF |
| Prefettura di Nara                 | Nara TV                  | 11 luglio - 19 dicembre 2006 | Martedì, 00:15  | Associazione nazionale indipendente di trasmissione UHF |
| Prefettura di Mie                  | Mie TV                   | 11 luglio - 19 dicembre 2006 | Martedì, 00:10  | Associazione nazionale indipendente di trasmissione UHF |
| Prefettura di Hiroshima            | Hiroshima Home TV        | 16 luglio - 23 dicembre 2006 | Sabato, 00:05   | Sistema di TV Asahi                                     |
| Tutto il Giappone (TV satellitare) | AT-X                     | 23 febbraio - 3 agosto 2007  | Venerdì, 11:30  |                                                         |

In Italia l'anime è distribuito da Yamato Video ed è stato trasmesso su Rai 4 dal 22 settembre 2011 al 5 aprile 2012 il giovedì con orario di inizio variabile compreso tra le 23:05 e le 23:55.

### Sigle
Apertura
- Puzzle (パズル?, Pazuru) - ROUND TABLE featuring Nino - Episodi 1-12
- Puzzle -extra hot mix- (パズル－ｅｘｔｒａ ｈｏｔ ｍｉｘ－?) - ROUND TABLE featuring Nino - Episodi 13-23

Chiusura
- Odoru akachan ningen (踊る赤ちゃん人間? lett. "Piccoli umani che ballano") - Kenji Otsuki e Fumihiko Kitsutaka - Episodi 1-12
- Modokashii sekai no ue de (もどかしい世界の上で? lett. "Sul cocuzzolo di un mondo frustrante") - Yui Makino - Episodi 13-22 e 24